# Breffni Park
Kingspan Breffni , aussi connu pour des raisons de sponsoring sous le nom de Kingspan Breffni Park, est un stade de sports gaéliques situé à Cavan dans le Comté de Cavan en Irlande. Le stade est la résidence des équipes de football gaélique du Cavan GAA. Le stade possède d’une capacité d’accueil de 32 000 places dont 6 000 assises. Le stade porte le nom de la région historique située sur l’aire composée de nos jours par les comtés de Leitrim et de Cavan, Breifne.
Breffni Park est un des quelques stades irlandais équipés d’un éclairage permettant de jouer de nuit. Il est localisé dans Park Lane dans le sud de la ville de Cavan.
C’est dans ce stade que s’est disputé le tout premier match d’International rules féminin, joué entre l’équipe d’Australie et l’équipe d’Irlande.

## Histoire
Breffni Park a été construit en 1923. L’inauguration a été faite par Eoin O'Duffy qui a fait pour l’occasion un discours appelant la GAA à « rassembler toutes les sections de la société irlandaise pour sauver la jeunesse irlandaise de la mer de la dégradation morale qu’elle doit traverser ».